# 삼중곱
삼중곱(triple product) 또는 삼중 벡터곱(triple vector product)는 벡터 미적분학에서 벡터 3개를 곱하는 방법을 말하는 것으로 스칼라 삼중곱과 벡터 삼중곱 2가지가 있다.

## 스칼라 삼중곱

세개의 벡터로 정의된 평행 육면체

스칼라 삼중곱(scalar triple product)은 두개의 벡터의 벡터곱을 나머지 벡터와 스칼라곱한 것으로 정의된다.
{\displaystyle \mathbf {a} \cdot (\mathbf {b} \times \mathbf {c} )}
보통 괄호 없이 이를 표기하기도 하는데, 점곱을 먼저 계산하면 벡터곱이 불가능하기 때문에 중의적이지 않기 때문이다.

### 기하학적 의미
스칼라 삼중곱의 절댓값은 기하학적으로 스칼라 삼중곱의 3개의 벡터로 정의되는 평행육면체의 부피로 정의된다.
{\displaystyle V=\left|\mathbf {a} \cdot (\mathbf {b} \times \mathbf {c} )\right|}

### 성질
스칼라 삼중곱은 다음과 같이 벡터의 순서를 짝순열이 되도록 바꾸면 값이 변하지 않는다.
{\displaystyle \mathbf {a} \cdot (\mathbf {b} \times \mathbf {c} )=\mathbf {b} \cdot (\mathbf {c} \times \mathbf {a} )=\mathbf {c} \cdot (\mathbf {a} \times \mathbf {b} )}
또한, 만약 스칼라 삼중곱의 값이 0이면 세 벡터 a, b, c는 모두 동일평면상의 벡터라는 성질이 있다.

### 스칼라 삼중곱과 행렬식
세 벡터의 스칼라 삼중곱은 그 세 벡터들을 행벡터 또는 열벡터로 갖는 3 x 3 행렬의 행렬식이다. 이를 데카르트 좌표계의 성분으로 써보면 (아인슈타인 표기법 사용)
{\displaystyle {\begin{aligned}\mathbf {a} \cdot (\mathbf {b} \times \mathbf {c} )&=a^{i}(\mathbf {b} \times \mathbf {c} )_{i}\\&=a^{i}(\epsilon _{ijk}b^{j}c^{k})\\&=\epsilon _{ijk}a^{i}b^{j}c^{k}\\&={\begin{vmatrix}a^{1}&b^{1}&c^{1}\\a^{2}&b^{2}&c^{2}\\a^{3}&b^{3}&c^{3}\end{vmatrix}}\\&={\begin{vmatrix}a^{1}&a^{2}&a^{3}\\b^{1}&b^{2}&b^{3}\\c^{1}&c^{2}&c^{3}\end{vmatrix}}\end{aligned}}}
이 되어 쉽게 이를 확인할 수 있다. (여기서 εijk는 레비치비타 기호이다.)
또한, 회전변환 행렬의 행렬식의 값이 1이기 때문에, 스칼라 삼중곱의 값은 좌표의 회전에 대해 값이 변하지 않음을 쉽게 확인할 수 있다.

### 스칼라 또는 유사 스칼라
스칼라 삼중곱의 결과는 보통 유사스칼라이다. 만약 좌표계의 방향이 미리 주어지고 고정되면 유사스칼라는 (진짜) 스칼라와 같아진다.
좀 더 정확히 말하면, a · (b × c) 는
- a, b × c가 모두 (진짜) 벡터이거나,
- 둘 모두 유사벡터

일 때만 (진짜) 스칼라이다. 다른 경우, 스칼라 삼중곱의 결과는 유사스칼라이다.

### 스칼라 삼중곱과 쐐기곱

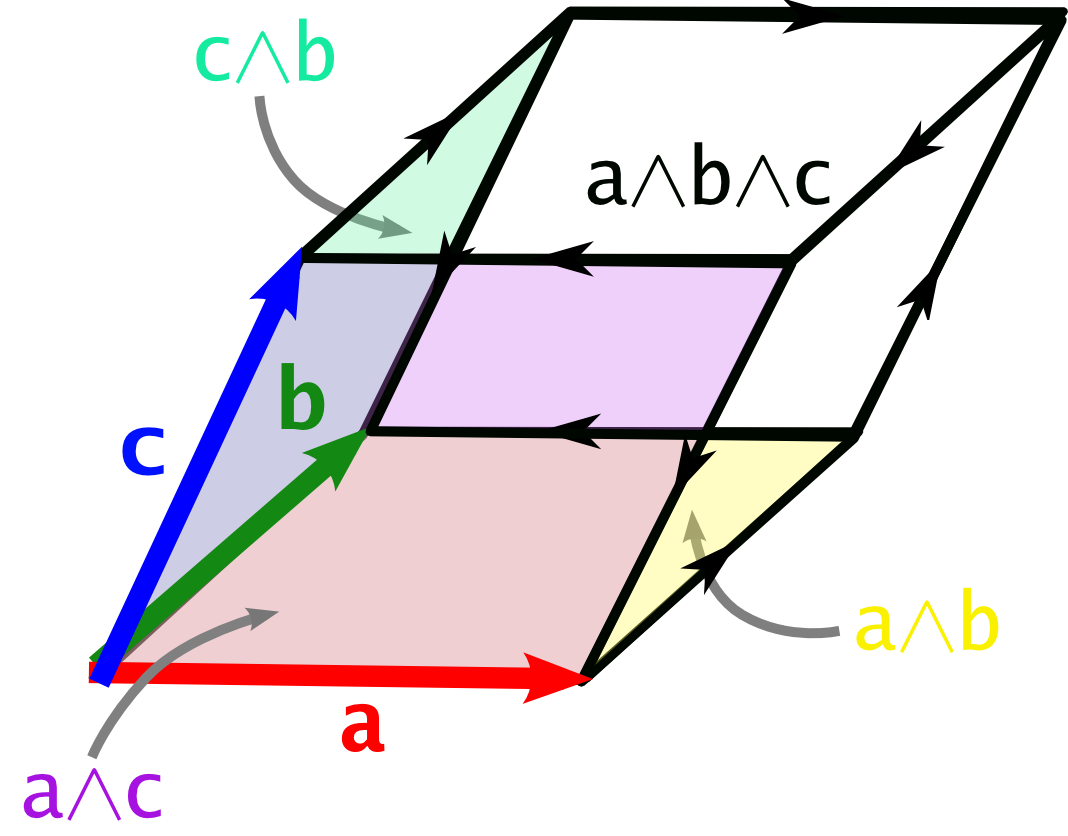
3차원 공간에서의 삼중벡터는 방향이 있는 부피요소이다. 이것의 호지 쌍대로 얻어지는 스칼라의 크기는 삼중벡터의 부피와 같다.

스칼라 삼중곱은 외대수에서의 쐐기곱을 사용해 표현할 수 있다.
먼저, 외대수의 요소들과 쐐기곱에 대해 간단히 알아보자. 외 미적분학에서 두 벡터를 쐐기곱하면 이중벡터를 얻고, 세 벡터를 쐐기곱하면 삼중벡터를 얻는다. 간단히 설명하면, 외 미적분학의 이중벡터란, 일종의 방향이 있는 평면요소이고, 삼중벡터는 일종의 방향이 있는 부피요소이다. 비슷하게 벡터는 방향이 있는 선요소이다.
여기서 삼중벡터 a∧b∧c는 세 백터 a, b, and c로 정의된 평행육면체로 볼 수 있는데 각각의 면은 이중벡터 a∧b, a∧c, b∧c에 해당한다.
이를 이용해 스칼라 삼중곱과 쐐기곱의 관계를 표현하면, 임의의 주어진 벡터 a, b, c의 스칼라 삼중곱은 삼중벡터의 호지 쌍대로 얻어지는 스칼라와 같다. (비슷하게,  이중벡터의 삼중곱은 벡터곱과 같다.).
{\displaystyle \mathbf {a} \cdot (\mathbf {b} \times \mathbf {c} )=*(\mathbf {a} \wedge \mathbf {b} \wedge \mathbf {c} )}

### 그라스만 기호
스칼라 삼중곱을 다음과 같이 쓰기도 한다.
{\displaystyle \mathbf {a} \cdot (\mathbf {b} \times \mathbf {c} )\equiv [\mathbf {a} \mathbf {b} \mathbf {c} ]}.
이와 같은 기호를 그라스만 기호라 한다. 이는 독일의 수학자 헤르만 그라스만(Hermann Graßmann)의 이름을 딴 것이다.

## 벡터 삼중곱
벡터 삼중곱(vector triple product)은 두 벡터의 벡터곱에 다시 다른 벡터와 벡터곱을 한 것을 말한다.
{\displaystyle \mathbf {a} \times (\mathbf {b} \times \mathbf {c} )}

### 벡터 삼중곱의 전개
{\displaystyle \mathbf {a} \times (\mathbf {b} \times \mathbf {c} )=\mathbf {b} (\mathbf {a} \cdot \mathbf {c} )-\mathbf {c} (\mathbf {a} \cdot \mathbf {b} )}
{\displaystyle (\mathbf {a} \times \mathbf {b} )\times \mathbf {c} =-\mathbf {c} \times (\mathbf {a} \times \mathbf {b} )=-(\mathbf {b} \cdot \mathbf {c} )\mathbf {a} +(\mathbf {a} \cdot \mathbf {c} )\mathbf {b} }
위의 첫 번째 공식은 흔히 삼중곱 전개 또는 라그랑주 공식

또는 백캡 규칙(BAC-CAB rule)

이라고 불린다.
또한 그래디언트가 들어간 삼중곱과 관계된 항등식은 벡터 미적분학과 여러 물리학의 분야에서 유용하게 쓰인다.
{\displaystyle {\begin{aligned}\nabla \times (\nabla \times \mathbf {f} )&{}=\nabla (\nabla \cdot \mathbf {f} )-(\nabla \cdot \nabla )\mathbf {f} \\&{}={\mbox{grad }}({\mbox{div }}\mathbf {f} )-{\mbox{laplacian }}\mathbf {f} .\end{aligned}}}
이 식은 라플라스-드 람 연산자 {\displaystyle \Delta =d\delta +\delta d} 의 특별한 경우로 볼 수도 있다.
중 하나가 유사벡터라면 삼중곱 a × (b × c)의 결과는 벡터이다. 하지만 다른경우엔 모두 유사벡터이다. 예를 들어, 만약 a, b, c가 모두 벡터라면, b × c는 유사벡터이고, a × (b × c)는 벡터가 된다.

## 정의 불가능한 삼중곱들
위의 두 삼중곱과 마찬가지로 다음과 같은 삼중곱들을 생각해 볼 수도 있다.
{\displaystyle \mathbf {a} \times \left(\mathbf {b} \cdot \mathbf {c} \right)}
{\displaystyle \mathbf {a} \cdot \left(\mathbf {b} \cdot \mathbf {c} \right)}
하지만 위 두 곱은 점곱이 주는 값이 스칼라이기 때문에, 괄호를 계산한 뒤에 벡터곱과 점곱을 하는 것이 불가능하다. 따라서, 위 두 삼중곱은 정의되지 않는다.